# The Round Table (Forever)
The Round Table (Forever) to czwarty singiel niemieckiej grupy heavymetalowej Grave Digger. Wydany w 1999 roku przez G.U.N. Records.

## Lista utworów
1. The Round Table (Forever) - 5:11
2. Excalibur - 4:45
3. Mordred's Song - 4:02
4. Emerald Eyes - 4:04

## Twórcy
- Chris Boltendahl - śpiew
- Uwe Lulis - gitara
- Jens Becker - gitara basowa
- Stefan Arnold - perkusja
- Hans Peter Katzenburg - instrumenty klawiszowe